# Monasterio de Shio-Mgvime

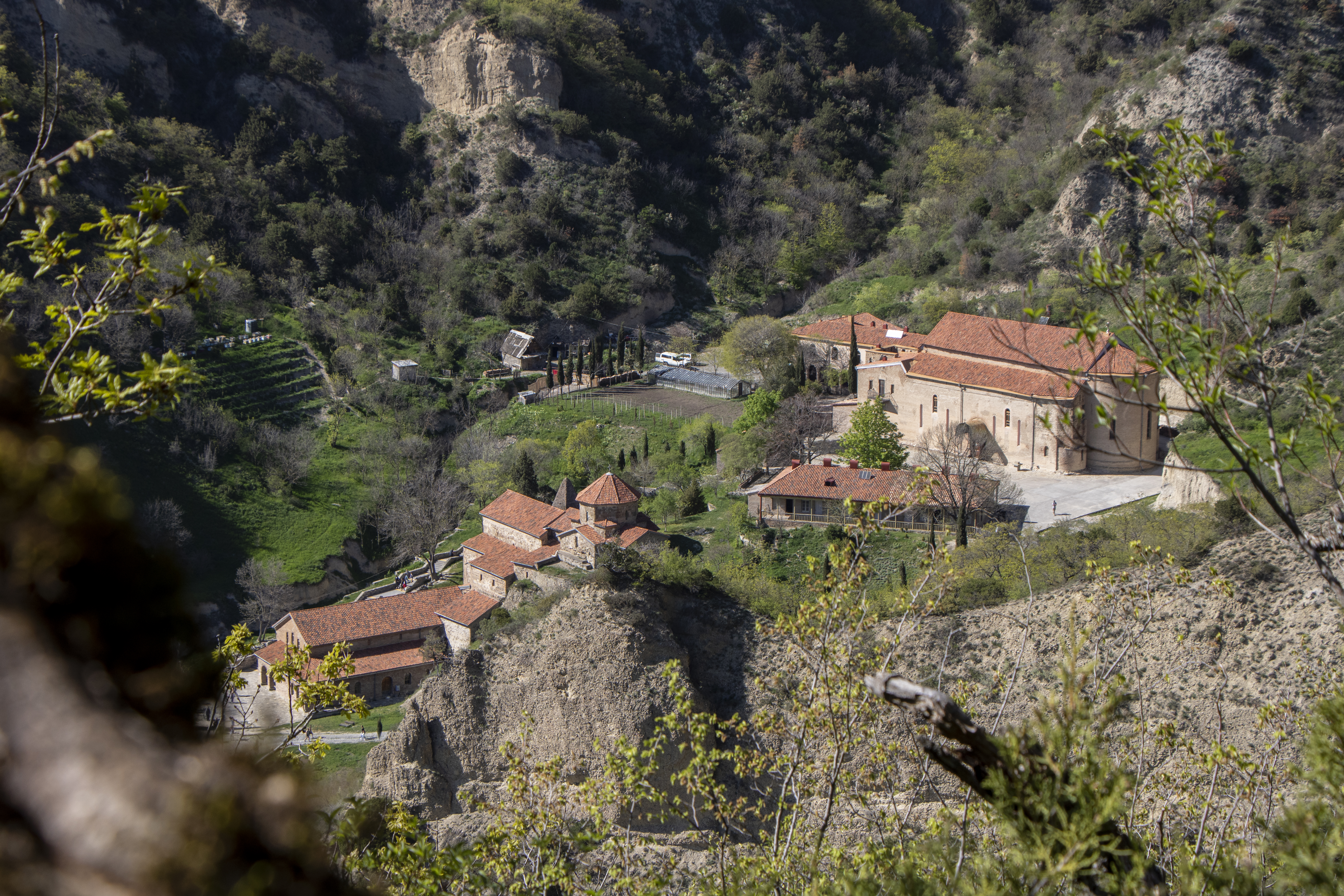
Vista de todo el complejo del monasterio Shio-Mgvime.

El monasterio de Shio-Mgvime (en georgiano: შიომღვიმე, Shiomghvime, que literalmente significa "la cueva de Shio") es un complejo monástico medieval en Georgia, cerca de la ciudad de Mtskheta. Está ubicado en un estrecho cañón de piedra caliza en la orilla norte del río Kurá, a unos 30   km de Tbilisi, capital de Georgia. 

## Complejo Shio-Mgvime
Según una tradición histórica, la primera comunidad monástica en este lugar fue fundada por el monje Shio, uno de los trece padres asirios del siglo VI que llegaron a Georgia como misioneros cristianos. Se dice que San Shio pasó sus últimos años como ermitaño en una cueva profunda cerca de Mtskheta, posteriormente llamada Shiomghvime ("La cueva de Shio") en su honor. El edificio más antiguo, el Monasterio de San Juan Bautista, una iglesia cruciforme, muy simple y estricta en su diseño, de hecho data de ese tiempo, c. 560-580, y las cuevas curvadas por los monjes todavía son visibles alrededor del monasterio y a lo largo de la carretera que conduce al complejo. La iglesia tiene una cúpula octagonal cubierta con un suelo cónico y una vez albergó un iconostasio de piedra magistralmente adornado que ahora se exhibe en el Museo de Arte de Georgia en Tbilisi. El monasterio fue algo alterado en los siglos XI y XVIII, pero ha conservado en gran parte su arquitectura original. 
La Iglesia Superior (zemo eklesia), llamada así por Theotokos, es parte central del complejo Shio-Mgvime construido a principios del siglo XII a instancias del rey David IV de Georgia. Inicialmente una iglesia con cúpula, fue posteriormente destruida por una invasión extranjera y restaurada, en 1678, como una basílica. Un refectorio fue construido entre los siglos XII y XVII y se comunica directamente con la Cueva de San Shio. Una pequeña capilla del siglo XII adornada con murales medievales se encuentra separada en una colina cercana.

## Historia

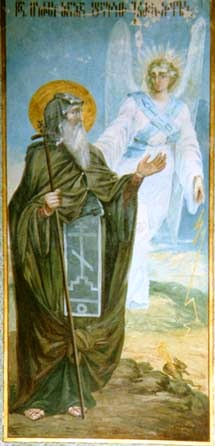
San Shio, fundador homónimo del monasterio, representado en un mural del.

Shio-Mgvime se convirtió rápidamente en la comunidad monástica más grande de Georgia y, a fines del siglo VI, estaba poblada por unos 2.000 monjes. Se convirtió en un centro vibrante de actividades culturales y religiosas y permaneció bajo el patrocinio personal del Catholicoi de Georgia. David IV "el Constructor" (1089-1125) lo convirtió en un dominio real y dictó regulaciones (typicon) para el monasterio (1123). La caída del reino medieval georgiano y las incesantes invasiones extranjeras provocaron el declive del monasterio. Vio un relativo avivamiento cuando el rey georgiano Jorge VIII (r. 1446-1465) otorgó Shio-Mgvime y sus tierras a la noble familia de Zevdginidze-Amilakhvari a quien el monasterio sirvió como cementerio familiar hasta la década de 1810. 
El monasterio fue devastado por las invasiones persas enviadas por Shah Abbas I de Safavid en 1614-6. El príncipe Givi Amilakhvari lo reconstruyó en 1678, pero la ocupación otomana de Georgia en la década de 1720 provocó otra devastación y despoblación de Shio-Mgvime. Restaurado por el príncipe Givi Amilakhvari en 1733, el monasterio fue allanado y los monjes fueron masacrados por los persas menos de dos años después. Posteriormente, Shio-Mgvime se restauró y su interior se renovó en el siglo XIX, pero nunca recuperó su importancia y papel anterior en la vida espiritual de Georgia. Bajo el gobierno bolchevique, el monasterio fue cerrado, pero ahora es funcional y atrae a muchos peregrinos y turistas. 